# جيرد ماي
جيرد ماي (مواليد 3 يونيو 1953) هو مبارز بالسيف ألماني شرقي، مثّل بلاده في الألعاب الأولمبية الصيفية 1980.

## روابط رياضية
جيرد ماي على موقع أوليمبيديا (الإنجليزية)